# Processie van Plaisance
De Processie van Plaisance is een ommegang die in Geraardsbergen jaarlijks plaatsvindt op de zondag van of na 24 augustus, de feestdag van Sint-Bartholomeus. De eerste editie van deze ommegang vond plaats in het jaar 1515.
De optocht wordt geopend door de reuzen Goliath, Gerarda en Kinneken Baba. De reuzen werden oorspronkelijk gevolgd door de middeleeuwse gilden. Sinds de Franse Revolutie worden ze gevolgd door een fanfare en Geraardsbergse verenigingen waaronder de lokale brandweer.
De hoofdrol in de ommegang wordt gespeeld door het zilveren reliekschrijn van Sint-Bartholomeus dat door acht dragers, gekleed in donkerrode stola, afwisselend per vier gedragen wordt.